# 2002年1月逝世人物列表
2002年逝世人物列表：1月 - 2月 - 3月 - 4月 - 5月 - 6月 - 7月 - 8月 - 9月 - 10月 - 11月 - 12月
2002年1月逝世人物列表，是用於匯總2002年1月期間逝世人物的列表。

## 依日期排序

### 1日
- 羅蘭多·德爾·貝洛（Rolando Del Bello），76歲，義大利網球運動員。
- Mohand Arav Bessaoud，77歲，阿爾及利亞作家和活動家。
- 道拉特·比克拉姆·比斯塔（Daulat Bikram Bista），76歲，尼泊爾作家和詩人。
- Bonnie Mealing，89歲，澳大利亞游泳運動員（1932年夏季奧運會女子100米仰泳銀牌）。[1]
- 尤金·尼克爾森（Eugene Nickerson），83歲，美國縣行政長官和法官，潰瘍手術併發症。[2]
- Carol Ohmart，74歲，美國女演員（《鬼屋》、《狂野派對》、《猩紅時刻》）和模特。
- 茱莉亞·菲力浦斯（Julia Phillips），57歲，美國電影製片人（《刺痛》《計程車司機》《第三類親密接觸》）和作家，奧斯卡獎得主（1974年），癌症。[3]
- 派翠克·誇梅·庫西·奎杜（Patrick Kwame Kusi Quaidoo），77歲，迦納政治家和商人。
- Nuchhungi Renthlei，88歲，印度詩人和歌手。
- 阿斯特麗德·桑佩（Astrid Sampe），92歲，瑞典紡織品設計師。
- Catya Sassoon，33歲，美國女演員，歌手和模特，吸毒過量后心臟病發作。[4]
- 梅格·威利（Meg Wyllie），84歲，美國女演員（《暮光之城》《佩里·梅森》《星際迷航》《逃亡者》）。[5]

### 2日
- Armi Aavikko，43歲，芬蘭選美皇后和歌手，肺炎。
- 阿尼爾·阿加瓦爾（Anil Agarwal），55歲，印度環保主義者和科學記者。[6]
- 魯伊·坎波斯，79歲，巴西足球運動員。
- 巴勃羅·安東尼奧·誇德拉（Pablo Antonio Cuadra），89歲，尼加拉瓜散文家、劇作家和圖形藝術家。[7]
- 艾哈邁德·達伍德（Ahmed Dawood），102歲，巴基斯坦實業家和慈善家。
- 伊恩·格裡斯特（Ian Grist），63歲，英國保守黨政治家，中風。
- Heath MacQuarrie，82歲，加拿大政治家、學者和作家。
- Charlie Mitten，80歲，英國足球運動員和經理。[8]
- 小切斯特·尼米茲（Chester Nimitz Jr.），86歲，美國潛艇指揮官。[9]
- 比比·奧斯特瓦爾德（Bibi Osterwald），81歲，美國女演員。[10]
- 鮑勃·史蒂文斯（Bob Stevens），85歲，美國體育作家。

### 3日
- 唐納德·馬丁·卡羅爾（Donald Martin Carroll），92歲，美國羅馬天主教神父。
- Satish Dhawan，81歲，印度航空航天工程師。
- Miki Dora，67歲，美國衝浪者，特技替身和演員（Beach Blanket Bingo，How to Stuff a Wild Bikini），胰腺癌。[11]
- 胡安·加西亞·埃斯基維爾（Juan García Esquivel），83歲，墨西哥樂隊領隊和電影和電視作曲家。[12]
- 弗雷迪·喜力（Freddy Heineken），78歲，荷蘭啤酒大亨，肺炎。[13]
- 馬丁·魯比（Martin Ruby），79歲，美國橄欖球運動員。[14]
- 艾爾·史密斯，73歲，美國棒球運動員（克利夫蘭印第安人隊、芝加哥白襪隊、巴爾的摩金鶯隊、波士頓紅襪隊）。[15]
- Baldur R. Stefansson，84歲，加拿大農業科學家。

### 4日
- 內森·查普曼（Nathan Chapman），31歲，美國陸軍士兵，第一位在阿富汗戰爭中陣亡的美國士兵。[16]
- 喬治·埃裡克森（Georg Ericson），82歲，瑞典足球運動員和教練。[17]
- 艾達·法爾孔（Ada Falcón），96歲，阿根廷探戈舞者、歌手和電影女演員。
- 邁克爾·霍華德（Michael Howard），79歲，英國合唱指揮、管風琴家和作曲家。[18]
- 鄭天華（Douglas Jung），74歲，加拿大政治家，國會議員（下議院），心臟病發作。[19]
- 穆斯塔法·克蘭蒂亞（Mustafa Krantja），80歲，阿爾巴尼亞古典音樂指揮家和作曲家。
- 格蕾絲·梅拉·莫利薩（Grace Mera Molisa），55歲，瓦努阿圖政治家、詩人和女權主義者。
- 吉姆·西爾斯（Jim Sears），70歲，美國橄欖球運動員。[20]
- 阿德里安·薩巴拉（Adrián Zabala），85歲，古巴裔美國棒球運動員（紐約巨人隊）。[21]

### 5日
- 伊戈爾·卡西尼（Igor Cassini），86歲，赫斯特報紙的美國聯合八卦專欄作家（Cholly Knickerbocker）。[22]
- 瓦倫丁·切爾尼科夫，64歲，蘇聯奧運擊劍運動員（1956年男子團體重劍，1960年男子團體重劍銅牌）。[23]
- 菲爾丁·道森，71歲，美國作家、詩人和藝術家。[24]
- 羅傑·吉塞林克（Roger Gyselinck），81歲，比利時賽車手。[25]
- 阿斯特麗德·亨寧-詹森（Astrid Henning-Jensen），87歲，丹麥電影導演、女演員和編劇。
- 卡邁勒·馬古爾（Kamel Maghur），67歲，利比亞律師和外交官。
- 格雷厄姆·萊德（Graham Ryder），52歲，英國地質學家和月球科學家，食道癌。[26]
- 瓦迪姆·謝夫納（Vadim Shefner），86歲，蘇聯和俄羅斯詩人和作家。
- 布萊恩·瑟洛（Bryan Thurlow），65歲，英國足球運動員。

### 6日
- 鮑比·奧斯丁（Bobby Austin），68歲，美國鄉村音樂家（《9號公寓》、《為了你的愛》）。[27]
- Per-Arne Berglund，74歲，瑞典奧運會標槍運動員（1948年男子標槍，1952年男子標槍）。[28]
- Serge Brignoni，98歲，瑞士前衛畫家和雕塑家。
- Sanya Dharmasakti，94歲，泰國法學家、大學教授和政治家，1973年至1975年擔任泰國總理。[29]
- Kunjandi，82歲，印度演員。
- Johnnie Mae Matthews，79歲，美國藍調和 R&B 歌手、詞曲作者和唱片製作人，癌症。
- 馬里奧·納辛貝內（Mario Nascimbene），88歲，義大利電影配樂作曲家。
- 約翰·雷諾茲（John W. Reynolds），80歲，美國政治家和法學家，威斯康星州州長（1963-1965）。[30]
- 弗雷德·泰勒（Fred Taylor），77歲，美國籃球教練（俄亥俄州立大學）和棒球運動員（華盛頓參議員）。[31]
- 瑪麗安·溫澤爾（Marian Wenzel），69歲，英國藝術家和藝術史學家，中世紀波士尼亞和黑塞哥維那藝術的主要權威，癌症。[32]
- 克裡斯塔·沃辛頓（Christa Worthington），45歲，美國時尚作家（《女裝日報》《大都會》《ELLE》《時尚芭莎》），兇殺案。[33]

### 7日
- 弗蘭克·凱夫（Frank Cave），59歲，英國工會會員和政治活動家（全國礦工聯盟），腦癌。[34]
- 傑夫·克朗普頓，46歲，美國籃球運動員（丹佛掘金隊、波特蘭開拓者隊、密爾沃基雄鹿隊、聖安東尼奧馬刺隊、克利夫蘭騎士隊），白血病。[35]
- 傑弗里·克羅斯利（Geoffrey Crossley），80歲，英國一級方程式賽車手，中風。[36]
- René Etiemble，92歲，法國散文家、學者和小說家。[37]
- Mighty Igor，70歲，美國職業摔跤手，心臟病發作。
- 比約恩·蘭德斯特倫（Björn Landström），84歲，芬蘭裔瑞典藝術家、作家和插畫家。[38]
- Jon Lee，33歲，英國鼓手（Feeder），自殺。
- 比爾·萊尼（Bill Lenny），78歲，英國電影剪輯師。[39]
- 哈爾·瑪尼（Hal Marnie），83歲，美國棒球運動員（費城費城人隊）。[40]
- 勞爾·馬佐拉，73歲，古巴短跑運動員和奧運選手。[41]
- Avery Schreiber，66歲，美國喜劇演員和演員，心臟病發作。[42]
- 列夫·扎伊科夫（Lev Zaykov），78歲，蘇聯政治家和政治家。

### 8日
- M. S. Bartlett，91歲，英國統計學家。[43]
- 羅密歐·卡斯卡里諾（Romeo Cascarino），79歲，美國古典音樂作曲家。[44]
- 大衛·麥克威廉姆斯（David McWilliams），56歲，北愛爾蘭創作歌手（“珍珠斯賓塞的日子”），心臟病發作。
- 亚历山大·普罗霍罗夫，85歲，蘇聯物理學家，1964年諾貝爾物理學獎獲得者。[45]
- 戴夫·湯瑪斯（Dave Thomas），69歲，美國企業家，Wendy's創始人，肝癌，肝腫瘤。[46]
- 現年62歲的美國行為遺傳學家和心理學家格勒·惠特尼（Glayde Whitney）提倡有爭議的基於種族的遺傳學。[47]
- Viggo Widerøe，97歲，挪威飛行員和企業家。

### 9日
- Mush March，93歲，加拿大職業冰球運動員（芝加哥黑鷹隊）。[48]
- Bill McCutcheon，77歲，美國演員（芝麻街，Anything Goes，Steel Magnolias），Tony winner（1988）。[49]
- 王若水，75歲，中國記者、政治理論家和哲學家，死於肺癌。[50]
- K·威廉·斯廷森，71歲，華盛頓美國眾議員。[51]

### 10日
- Olga Biglieri，86歲，義大利未來主義畫家和飛行員。
- 約翰·布西馬（John Buscema），74歲，美國漫畫家（漫威漫畫），癌症。[52]
- 瓦利·阿莫斯·克里斯韋爾（Wallie Amos Criswell），92歲，美國牧師，作家，1968年至1970年擔任美南浸信會兩屆主席。[53]
- 菲力浦·德拉津（Philip Drazin），67歲，英國數學家，大學教師和作家，國際流體動力學專家。[54]
- 安德列斯·哈默斯利（Andrés Hammersley），82歲，智利網球運動員。
- 君特·奧特曼（Günther Ortmann），85歲，德國手球運動員。[55]
- 塞德里克·史密斯（Cedric Smith），84歲，英國統計學家。[56]
- 田中一光，71歲，日本平面設計師，心臟病發作。[57]
- C. R. Vyas，77歲，印度古典歌手。

### 11日
- Gerrit Brokx，68歲，荷蘭政治家。[58]
- 吉恩·丁威迪（Gene Dinwiddie），65歲，美國藍調薩克斯管演奏家。
- Ajay Mitra Shastri，67歲，印度學者、歷史學家和錢幣學家。[59]
- Christer Strömholm，83歲，瑞典攝影師。[60]
- Henri Verneuil，81歲，法國電影製片人和劇作家。[61]

### 12日
- 伯納德·貝內特（Bernard Bennett），70歲，英國斯諾克和檯球運動員。
- 约翰·贝耶（John Berger），92歲，瑞典奧運越野滑雪運動員（1936年冬奧會男子4×10公里接力銅牌得主）。[62]
- 莫斯·埃文斯（Moss Evans），76歲，英國工會領袖，運輸和總工會秘書長。[63]
- 埃德溫·馬丁（Edwin M. Martin），93歲，美國外交官兼大使，肺炎。[64]
- Harold B. McSween，75歲，美國政治家（美國路易士安那州第8國會選區眾議員）和商人。[65]
- 歐內斯特·品托夫（Ernest Pintoff），70歲，美國電影和電視導演和動畫師（奧斯卡最佳動畫短片獎），中風。[66]
- 亨利·S·羅伊斯（Henry S. Reuss），89歲，美國政治家。[67]
- 內維爾·桑德爾森（Neville Sandelson），78歲，英國政治家。[68]
- 斯坦利·昂溫（Stanley Unwin），90歲，南非出生的英國喜劇演員。[69]
- 赛勒斯·万斯（Cyrus Vance），84歲，美國國務卿，國際和平締造者，肺炎。[70]

### 13日
- 理查·博爾特（Richard Bolt），90歲，美國物理學家，專門研究聲學，創立了博爾特，貝拉內克和紐曼。[71]
- 泰德·德姆（Ted Demme），38歲，美國電影和電視導演（Blow，The Ref，Yo！MTV Raps、Beautiful Girls）、心臟病發作。[72]
- 撒母耳·多林（Samuel Dolin），84歲，加拿大作曲家和音樂教育家。[73]
- 瓜達盧佩·杜埃尼亞斯，墨西哥短篇小說家和散文家。
- Charity Adams Earley，83歲，美國陸軍軍官。[74]
- 保羅·范寧，94歲，美國政治家和商人，亞利桑那州州長（1959-1965），亞利桑那州聯邦參議員（1965-1977），腦血管疾病。[75]
- 格雷戈里奧·富恩特斯（Gregorio Fuentes），104歲，古巴水手，歐內斯特·海明威（Ernest Hemingway）的大副，釣魚夥伴和知己。[76]
- 喬治·格拉瑟（Georges Glasser），94歲，法國網球運動員，巴黎網球俱樂部主席。[77]
- 安东尼耶·伊沙科维奇，78歲，塞爾維亞作家。[78]
- Pierre Joubert，91歲，法國插畫家和漫畫家。
- 弗蘭克·舒斯特（Frank Shuster），85歲，加拿大喜劇演員。[79]
- 何塞·玛丽亚·桑切斯-席尔瓦，90歲，西班牙作家。[80]
- 克利斯蒂安·馮·布洛（Christian von Bülow），84歲，丹麥奧運水手（1956年龍帆船銀牌，1964年龍帆船金牌）。[81]

### 14日
- 伊迪絲·布維爾·比爾（Edith Bouvier Beale），84歲，美國社交名媛，時裝模特和歌舞表演者，被稱為“小伊迪”，心臟病發作。[82]
- 邁克爾·楊，達廷頓男爵，86歲，英國社會學家，社會活動家和政治家，創造了“精英統治”一詞。[83]
- 大衛·約翰·哈默（David John Hamer），78歲，澳大利亞政治家。
- 雷切爾·布巴爾·凱利（Rachel Bubar Kelly），79歲，禁酒黨的美國政治家。
- 塞勒·戈德史密斯·拉利（Cele Goldsmith Lalli），68歲，美國編輯，意外死亡。
- 安東尼奧·斯巴爾德拉（Antonio Sbardella），76歲，義大利足球運動員、裁判和體育官員。[84]
- 奧拉夫·塞爾瓦格（Olav Selvaag），89歲，挪威工程師和住宅承包商。

### 15日
- 邁克爾·安東尼·比蘭迪克（Michael Anthony Bilandic），78歲，美國政治家（芝加哥第39任市長），心力衰竭。[85]
- 歐仁·布蘭茲（Eugène Brands），89歲，荷蘭畫家，COBRA前衛藝術運動的早期成員。[86]
- Jean Dockx，60歲，比利時足球運動員和經理。[87]
- 大衛·愛潑斯坦，71歲，美國作曲家、指揮家和音樂科學家。
- 米格爾·弗洛雷斯（Miguel Flores），81歲，智利足球運動員。[88]
- John M. Gaver， Jr.，61歲，美國純種賽馬馴馬師。
- 傑里米·霍克（Jeremy Hawk），83歲，英國演員（伊莉莎白）。[89]
- 托米斯拉夫·卡洛佩羅維奇，69歲，南斯拉夫和塞爾維亞足球運動員和教練。
- Vithabai Bhau Mang Narayangaonkar，印度藝術家。
- 蜜雪兒·波尼亞托夫斯基（Michel Poniatowski），79歲，法國政治家。[90]

### 16日
- 約翰·布洛斯（John Boulos），80歲，海地足球運動員。
- 現年85歲的英國天文學家和天體物理學家羅伯特·漢伯里·布朗（Robert Hanbury Brown）是雷達和射電天文學發展的先驅。[91]
- Jean Elleinstein，74歲，法國歷史學家，專門研究共產主義。[92]
- 亨利·E·歐文（Henry E. Erwin），80歲，美國陸軍航空隊飛行員，因在第二次世界大戰中的行動而獲得榮譽勳章。[93]
- 伊萬·福克斯韋爾（Ivan Foxwell），87歲，英國電影製片人和編劇（《Colditz Story》、《A Touch of Larceny》、《The Quiller Memorandum》）。[94]
- 拉爾夫·雅各比（Ralph Jacobi），73歲，澳大利亞政治家。
- Milutin Kukanjac，67歲，南斯拉夫軍官。
- Bobo Olson，73歲，美國拳擊手，阿爾茨海默病。[95]
- 羅恩·泰勒（Ron Taylor），49歲，美國演員（《巫師》、《辛普森一家》、《流浪者危險地帶》），心臟病發作。[96]
- 吉姆·圖尼（Jim Tunney），78歲，愛爾蘭菲安娜·法伊爾（Fianna Fáil）政治家。
- 迈克尔·沃尔福德（Michael Walford），86歲，英國曲棍球、橄欖球和板球運動員（1948年夏季奧運會曲棍球銀牌）。[97]

### 17日
- 彼得·亞當森（Peter Adamson），71歲，英國演員（加冕街），胃癌。[98]
- 卡米洛·何塞·塞拉，85歲，西班牙小說家、詩人和散文家，1989年諾貝爾文學獎得主，心血管疾病。[99]
- 奎妮·倫納德（Queenie Leonard），96歲，英國性格女演員和歌手。[100]
- 哈威·馬圖索（Harvey Matusow），75歲，美國藝術家，共產主義者和聯邦調查局線人，車禍。[101]
- 埃迪·梅杜扎（Eddie Meduza），53歲，瑞典搖滾作曲家和音樂家，心臟病發作。
- Bus Mertes，80歲，美國橄欖球運動員和教練，中風。[102]
- 布萊恩·西蒙（Brian Simon），86歲，英國教育家和歷史學家。[103]
- 赫克托·托薩爾，78歲，烏拉圭鋼琴家和古典作曲家。

### 18日
- 費雅，76歲，又譯貝亞，來自英國的香港外籍警官，被稱為「光頭神探」。[104]
- 塞爾索·丹尼爾（Celso Daniel），50歲，巴西政治家和市長，被謀殺。[105]
- 蜜雪兒·弗勒里（Michel Fleury），78歲，法國歷史學家、檔案管理員和考古學家，專門研究巴黎的歷史和考古學。[106]
- Jovdat Hajiyev，84歲，蘇聯時期的亞塞拜然作曲家。
- 亚历克斯·汉纳姆（Alex Hannum），78歲，美國籃球教練。[107]
- Yasmeen Ismail，51歲，巴基斯坦電視女演員和戲劇導演。
- Jorma Karhunen，88歲，芬蘭空軍王牌。

### 19日
- 傑夫·阿斯特爾（Jeff Astle），59歲，英國足球運動員，退行性腦部疾病。[108]
- 吉姆·卡梅伦（Jim Cameron），71歲，澳大利亞政治家（新南威爾士州立法議會議長）。[109]
- Martti Miettunen，94歲，芬蘭政治家。
- 瓦瓦，67歲，巴西足球運動員，心臟病發作。
- 瑞奇·沃馬克（Ricky Womack），40歲，美國職業拳擊手（1982年美國業餘重量級冠軍），自殺。[110]

### 20日
- 約翰·阿維尼（John Aveni），66歲，美國橄欖球運動員（印第安那大學，芝加哥熊隊，華盛頓紅皮隊）。[111]
- 沃爾特·卡特（Walter Carter），72歲，加拿大政治家，國會議員（下議院）。[112]
- Jean-Toussaint Desanti，87歲，法國教育家和哲學家。[113]
- Moti Lal Dhar，87歲，印度藥物化學家和學者。
- 凱莉·漢密爾頓（Carrie Hamilton），38歲，美國女演員（《酷世界》《成名》），肺癌。[114]
- 約翰·傑克遜（John Jackson），77歲，美國藍調音樂家，肝癌。[115]
- R. N. Kao，83歲，印度間諜，印度情報機構第一任局長。
- 伊萬·卡拉比茨，57歲，烏克蘭作曲家和指揮家。
- Harold Kasket，75歲，英國演員。
- 魯道夫·斯塔菲爾（Rudolf Staffel），90歲，美國陶瓷藝術家和教育家。
- Luule Viilma，51歲，愛沙尼亞醫生，神秘主義者和替代醫學從業者，車禍。

### 21日
- Max Angst，80歲，瑞士冬奧會雪橇運動員（1956年冬奧會：雙人雪橇銅牌，四人雪橇）。[116]
- 羅蘭多·巴拉爾（Rolando Barral），62歲，古巴演員和脫口秀主持人（El Show de Rolando Barral），通常被稱為“拉丁裔約翰尼·卡森”，中風。[117]
- 佩姬·李（Peggy Lee），81歲，美國歌手和演員（Lady and the Tramp，Pete Kelly's Blues，The Jazz Singer），糖尿病，心臟病發作。[118]
- 約翰·亞瑟·洛夫（John Arthur Love），85歲，美國律師和共和黨政治家（科羅拉多州第36任州長，第一位“能源沙皇”）。[119]
- 阿道夫·馬西拉赫（Adolfo Marsillach），73歲，西班牙演員，劇作家和戲劇導演，前列腺癌。[120]
- 查理·派克特（Charlie Puckett），90歲，澳大利亞運動員。[121]
- 澤農·斯奈利克（Zenon Snylyk），68歲，烏克蘭裔美國足球運動員。[122]
- 喬治·特拉普，53歲，美國籃球運動員（亞特蘭大老鷹隊，底特律活塞隊），被刺傷。[123]

### 22日
- 謝爾登·奧爾曼（Sheldon Allman），77歲，加拿大裔美國歌手，演員（Hud，In Cold Blood），詞曲作者和配音演員。[124]
- 肯尼斯·阿米蒂奇（Kenneth Armitage），85歲，英國雕塑家。[125]
- 彼得·巴登斯（Peter Bardens），57歲，英國鍵盤手，英國進步搖滾樂隊駱駝（Camel）的創始成員，肺癌。[126]
- 吉多·貝爾納迪（Guido Bernardi），80歲，義大利自行車運動員（1948年夏季奧運會男子團體追逐自行車銀牌）。[127]
- 亨利·考斯比（Henry Cosby），73歲，美國詞曲作者（“My Cherie Amour”，“The Tears of a Clown”，“Uptight （Everything's Alright）”）。[128]
- 埃裡克·德·馬雷（Eric de Maré），91歲，英國建築攝影師和作家。[129]
- 喬治·W·迪克森（George W. Dickerson），88歲，美國大學橄欖球教練，1958年在加州大學洛杉磯分校（UCLA）擔任三場比賽的臨時主教練。[130]
- [[斯坦利·馬庫斯]]（Stanley Marcus），96歲，美國商人。[131]
- 約翰·麥格拉思（John McGrath），66歲，英國劇作家和戲劇理論家。[132]
- Jean Patchett，75歲，美國時裝模特。[133]
- 所羅門·坦登·穆納（Salomon Tandeng Muna），89歲，喀麥隆政治家。
- 杰克·谢伊，91歲，美國速度滑冰運動員（1932年冬奧會500米和1500米金牌得主），交通事故。[134]
- A. H. Weiler，93歲，美國作家、《紐約時報》編輯和影評人。[135]
- 約翰·安德魯·楊（John Andrew Young），85歲，美國政治家（美國德克薩斯州第14國會選區眾議員）。[136]

### 23日
- Louis T. Benezet，86歲，美國教育家，多所大學校長。[137]
- 皮埃尔·布迪厄（Pierre Bourdieu），71歲，法國社會學家和哲學家（《區別：對品味判斷的社會批判》），癌症。[138]
- 查理·布拉德肖（Charlie Bradshaw），65歲，美國橄欖球運動員（貝勒，洛杉磯公羊隊，匹茲堡鋼人隊，底特律雄獅隊），癌症。[139]
- 湯瑪斯·凱里（Thomas Carey），70歲，美國歌劇男中音，胰腺癌。[140]
- 多明戈·德拉蒙德（Domingo Drummond），44歲，宏都拉斯足球運動員，心臟病發作。
- 伊戈爾·基普尼斯（Igor Kipnis），71歲，美國大鍵琴演奏家，鋼琴家和指揮家，癌症。[141]
- 維托里奧·梅羅（Vittorio Mero），27歲，義大利足球運動員，交通事故。[142]
- 羅伯特·諾齊克（Robert Nozick），63歲，美國哲學家，肺癌。[143]
- 皮埃爾·喬治·佩羅托（Pier Giorgio Perotto），71歲，義大利電氣工程師和發明家。
- 格哈德·普羅科普（Gerhard Prokop），62歲，德國足球運動員和經理。[144]
- 約翰·賽曼克（John Symank），66歲，美國橄欖球運動員。[145]
- Johannes E. Vecchi，70歲，阿根廷羅馬天主教神父，慈幼會校長。
- 菲爾·沃倫（Phil Warren），63歲，紐西蘭音樂推廣人和政治家，奧克蘭地區委員會主席。[146]

### 24日
- 斯圖爾特·伯格（Stuart Burge），84歲，英國電影導演、製片人和演員（諾丁漢劇院、皇家宮廷劇院）。[147]
- 保羅·卡彭特（Paul B. Carpenter），73歲，美國政治家（加利福尼亞州議會，加利福尼亞州參議院），被判犯有腐敗罪。[148]
- Nunzio Filogamo，99歲，義大利電視和廣播節目主持人、演員和歌手。
- Peter Gzowski，67歲，加拿大廣播員、作家和記者，肺氣腫。[149]
- 埃利·霍貝卡（Elie Hobeika），45歲，黎巴嫩民兵指揮官和政治家，被謀殺。[150]
- Upendra Kumar，60歲，印度作曲家。
- 安德列·梅爾西亞，76歲，羅馬尼亞足球運動員。
- 埃德加·裡奇（Edgar Ritchie），85歲，加拿大外交官。
- 庫爾特·沙芬伯格（Kurt Schaffenberger），81歲，美國漫畫家（驚奇隊長，超人，超人的女朋友，露易絲·萊恩）。[151]
- 格雷戈里奧·瓦勒斯坦（Gregorio Walerstein），88歲，墨西哥電影製片人和編劇。[152]

### 25日
- J·克利福德·巴克斯特（J. Clifford Baxter），43歲，美國高管（安然公司），自殺。[153]
- 威拉德·埃斯蒂（Willard Estey），82歲，加拿大最高法院法官。[154]
- 克裡斯·佩里（Chris Perry），73歲，印度音樂家、作曲家、詞曲作者和電影製片人。
- 溫斯頓·普萊斯（Winston Place），87歲，英國板球運動員。[155]

### 26日
- 菲利斯·巴塞洛繆（Phyllis Bartholomew），87歲，英國田徑運動員。
- 弗朗西斯科·卡瓦尼亚斯，90歲，墨西哥奧運蠅量級拳擊手（1932年夏季奧運會蠅量級拳擊銀牌得主）。[156]
- 多蘿西·卡林頓（Dorothy Carrington），91歲，英國作家，科西嘉文化和歷史的主要學者之一。[157]
- 魯道夫·B·達維拉（Rudolph B. Davila），85歲，美國陸軍軍官，二戰榮譽勳章獲得者。[158]
- Loonis McGlohon，80歲，美國詞曲作者和爵士鋼琴家。[159]
- Ray Yochim，79歲，美國棒球運動員（聖路易斯紅雀隊）。[160]

### 27日
- 罗伯特·查普曼（Robert L. Chapman），81歲，美國教授，詞典編輯和同義詞庫編輯（Roget's Thesaurus）。[161]
- 葉蓮娜·戈爾恰科娃（Yelena Gorchakova），68歲，俄羅斯標槍運動員和奧運獎牌得主。[162]
- 約翰·詹姆斯（John James），87歲，英國賽車手。
- 埃德加·曼斯克（Edgar Manske），89歲，美國橄欖球運動員。[163]
- 弗朗茨·邁耶斯（Franz Meyers），93歲，德國政治家，北萊茵-威斯特法倫州部長級總統。
- 雷吉·桑德斯（Reggie Sanders），52歲，美國棒球運動員（底特律老虎隊）。[164]
- Alain Vanzo，73歲，法國歌劇演唱家和作曲家，中風。[165]

### 28日
- 希爾達·卡雷羅（Hilda Carrero），50歲，委內瑞拉模特和女演員，癌症。
- 安德鲁·库珀（Andrew W. Cooper），74歲，美國活動家、記者、《城市太陽報》主編，中風。[166]
- 古斯塔夫·德洛爾（Gustaaf Deloor），88歲，比利時公路賽車手。[167]
- Herbert Hirche，91歲，德國建築師，傢俱和產品設計師。
- Hennie Keetelaar，75歲，荷蘭奧運水球運動員。[168]
- 安迪·庫爾伯格（Andy Kulberg），57歲，美國音樂家，淋巴瘤。[169]
- 阿斯特麗德·林葛籣（Astrid Lindgren），94歲，瑞典小說和劇本作家，病毒感染。[170]
- 傑克·維蒂卡（Jack Witikka），85歲，芬蘭電影導演和編劇。
- Ayşenur Zarakolu，55歲，土耳其出版商和人權活動家，癌症。[171]

### 29日
- 斯蒂芬·韋恩·安德森（Stephen Wayne Anderson），48歲，美國殺人犯，注射死刑。
- 蘇珊娜·布洛赫（Suzanne Bloch），94歲，瑞士裔美國音樂家、教師和早期音樂專家。[172]
- 弗洛裡安·科特（Florian Côté），72歲，加拿大政治家（代表魁北克省尼科萊特-亞馬斯卡和魁北克省黎塞留的國會議員）。[173]
- 丹尼爾·德·盧斯（Daniel De Luce），90歲，1929年至1976年擔任美聯社的美國記者。
- 理查·格雷尼爾（Richard Grenier），68歲，美國專欄作家和電影評論家，心臟病發作。[174]
- Sarla Grewal，74歲，印度州長。
- 哈伊姆·哈伯菲爾德（Haim Haberfeld），70歲，以色列工會領袖，以色列足球協會主席。
- R. M. Hare，82歲，英國道德哲學家，一系列筆觸。[175]
- 海因茨·亨尼格（Heinz Hennig），74歲，德國合唱指揮和學術教師。[176]
- 斯特拉特福·約翰斯（Stratford Johns），76歲，南非出生的英國演員（Z Cars，Softly，Softly，Cromwell），心臟病。 [177]
- 迪克·萊恩（Dick Lane），74歲，美式橄欖球運動員，心臟病發作。[178]
- 菲爾麥考爾（Phil McCall），76歲，英國演員。
- 約翰·R·麥甘（John R. McGann），77歲，美國天主教會主教。
- 貝爾托·皮薩諾，73歲，義大利作曲家、指揮家、編曲家和爵士音樂家。[179]
- 哈罗德·拉塞尔（Harold Russell），88歲，加拿大裔美國演員（《我們生命中最美好的歲月》），奧斯卡獎得主（1947年），心臟病發作。[180]

### 30日
- 馬丁·馬格納（Martin Magner），101歲，德裔美國戲劇、廣播和電視導演，死於癌症。
- 英格·莫拉斯（Inge Morath），78歲，奧地利出生的美國攝影師，癌症。[181]
- 珍妮·羅伯特（Jeanne Robert），91歲，法國歷史學家和金石學家。[182]
- 路易士·薩利卡，89歲，美國拳擊手（1932年夏季奧運會、1935年和1940年世界雛量級拳擊銅牌）。[183]

### 31日
- 弗朗西斯·阿查里亞（Francis Acharya），82歲，比利時羅馬天主教僧侶。[184]
- 歐內斯特·巴特勒（Ernest Butler），82歲，英國足球運動員。
- 吉姆·坎普（Jim Camp），77歲，美國橄欖球運動員（布魯克林道奇隊）和大學橄欖球主教練（喬治華盛頓大學）。[185]
- Harry Chiti，69歲，美國棒球運動員（芝加哥小熊隊、堪薩斯城田徑隊、底特律老虎隊、紐約大都會隊）。[186]
- Gabby Gabreski，83歲，波蘭裔美國人，第二次世界大戰和朝鮮戰爭戰鬥機飛行員，心臟病發作。[187]
- Ad Hermes，72歲，荷蘭政治家。[188]
- 亨利·克洛斯（Henry Kloss），72歲，美國音訊工程師和企業家。[189]
- 吉姆·萊辛格（Jim Letsinger），90歲，美國橄欖球運動員。[190]
- 伊芙琳·斯科特（Evelyn Scott），86歲，美國電影和電視女演員（《賤民》《富礦》《單身漢》《佩頓廣場》）。[191]
- Ger Stroker，85歲，荷蘭足球運動員。
- Karel Voous，81歲，荷蘭鳥類學家和作家。
- 普雷德拉格·弗拉尼茨基，80歲，南斯拉夫和克羅埃西亞哲學家和馬克思主義人道主義者。[192]